# Пипетка

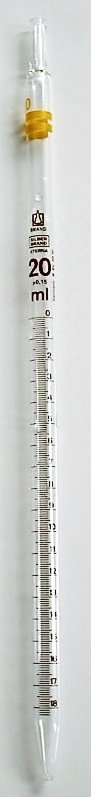
Градуированная пипетка на 20 мл

Пипе́тка (фр. Pipette) — мерный или дозирующий сосуд, представляющий собой трубку, либо ёмкость с трубкой, имеющую конец (наконечник, кончик, носик) с небольшим отверстием, для ограничения скорости вытекания жидкости.
Разнообразные пипетки широко применяются для отмеривания точных объёмов жидкостей или газов, в медицине, химии, физике и биологии, а особенно широко — в аналитической химии и биохимии.

## Виды пипеток
Традиционно пипетки изготавливали из стекла, в последнее время всё шире применяют разнообразные полимерные материалы (ПВХ, стиролы).

### Медицинские пипетки
Наиболее распространены пипетки для вливания лекарственных препаратов в виде капель (в глаза, в нос или уши). Такие пипетки состоят из отрезка стеклянной трубки: один из концов трубки, сильно оплавленный или оттянутый, имеет небольшое отверстие, а другой — закрыт гибкой резиновой (или полимерной) ёмкостью (груша, трубка, шарик) для забора жидкости в пипетку путём всасывания.
В медицинской микробиологии существует также особое устройство — Пастеровская пипетка (пипетка Пастера).

### Мерные пипетки для химических и биохимических исследований
Чаще всего это стеклянный сосуд, применяемый для точного измерения (дозирования) объёма жидкости.
Выпускают различные типы мерных пипеток для самых разных целей, с различными классами точности и на разные объёмы.
Традиционные стеклянные пипетки для аналитической химии выпускают двух типов:
- мерная пипетка Мора (неградуированная), на заданный объём (1, 5, 10, 20, 50, 100, 200 мл и др.) Пипетки Мора имеют одну круговую метку в верхней части и предназначены для отбора проб жидкостей определённого объёма. Такие пипетки обычно обеспечивают меньшую погрешность измерения, нежели градуированные. ГОСТ 29169-91 определяет допустимые погрешности пипеток. Погрешность зависит от измеряемого объёма, так пипетка вместимостью 25 мл имеет допустимую погрешность измерения 25±0,06 мл.
- градуированные (обычно цилиндрические, на 1, 2, 10 мл и др.) Например, пипетки на 5 мл обычно градуируют через 0,5 мл. Градуированные пипетки позволяют измерять объём обычно с точностью ± 0.1 или 0,2 мл.

Пипетки Мора с одной меткой иногда называют аликвотными пипетками.
В лабораторной практике СССР до середины XX века забор жидкости в химические пипетки производился чаще всего путём засасывания ртом, что приводило к многочисленным несчастным случаям и травмам. С конца XX века всех обучают заполнению пипеток (даже безвредными жидкостями) с помощью резиновой или ПВХ груши. Реже используют более удобные приспособления (резиновые груши с клапаном, механические регуляторы заполнения уровня, электронные пипет-пистолеты).

### Микропипетки
Микропипетки — наиболее точные и качественные инструменты для измерения малых объёмов жидкости (1-1000 мкл (μl)). Они широко применяются в биологии и химии.
В XIX—XX вв. стеклянные микропипетки представляли собой градуированный капилляр из стекла, с коническим носиком.
Для современных пипеток простой конструкции с уплотнениями сухого типа после непродолжительного дозирования концентрированных кислот или агрессивных растворов достаточно разобрать пипетку, осмотреть и промыть узлы (поршень, трубку и уплотнения поршня) дистиллированной водой. Тщательно высушить все детали и собрать пипетку.
Длительное воздействие паров агрессивных веществ может привести к преждевременному износу уплотнений и повреждению поршня. Воздействие агрессивных паров на внутренние элементы дозатора снижается в случае применения наконечников с противоаэрозольными фильтрами. Конструкции пипеток ряда производителей предусматривают предохранительный фильтр в месте соединения с наконечником.
Микропипетками называют также электроды для локальной фиксации потенциала.

## Правила использования стеклянных пипеток
Пипетки откалиброваны на свободное вытекание жидкости. Не следует выдувать или быстро выдавливать жидкость. В первом случае из пипетки выйдет лишний объём, который должен остаться в её носике из-за капиллярных сил, а во втором — из-за эффекта натекания объём вытекшей жидкости будет меньше стандартного.

## Калибровка пипеток и точность дозирования
Как и другие измерительные приборы, пипетки должны калиброваться при изготовлении и подвергаться периодической поверке.

## Галерея

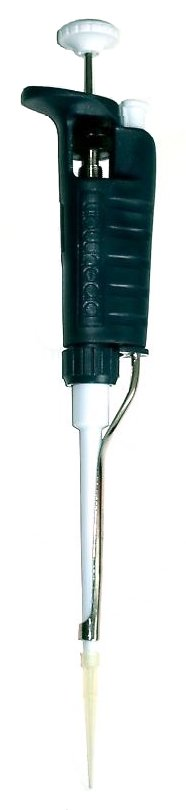
Ручная микропипетка
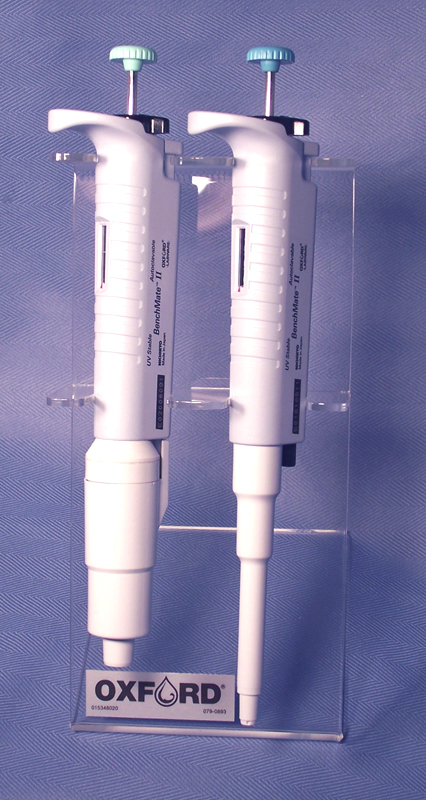
Оксфордские одноканальные пипетки
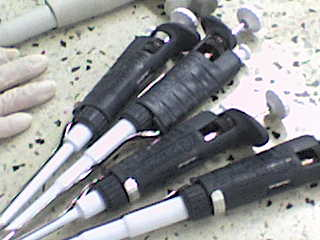
Микропипетки по Gilson
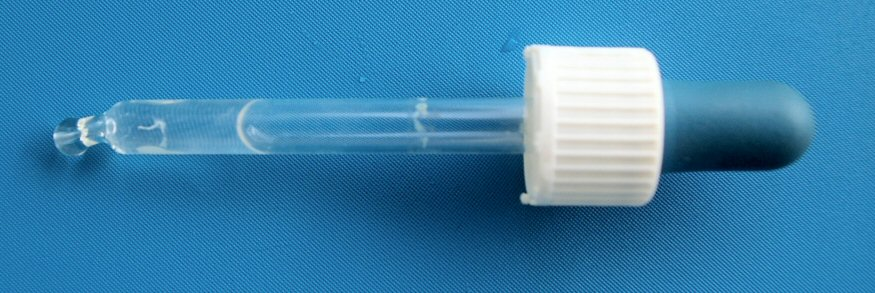
Пипетка для закапывания капель лекарственного средства, встроенная в крышку флакона
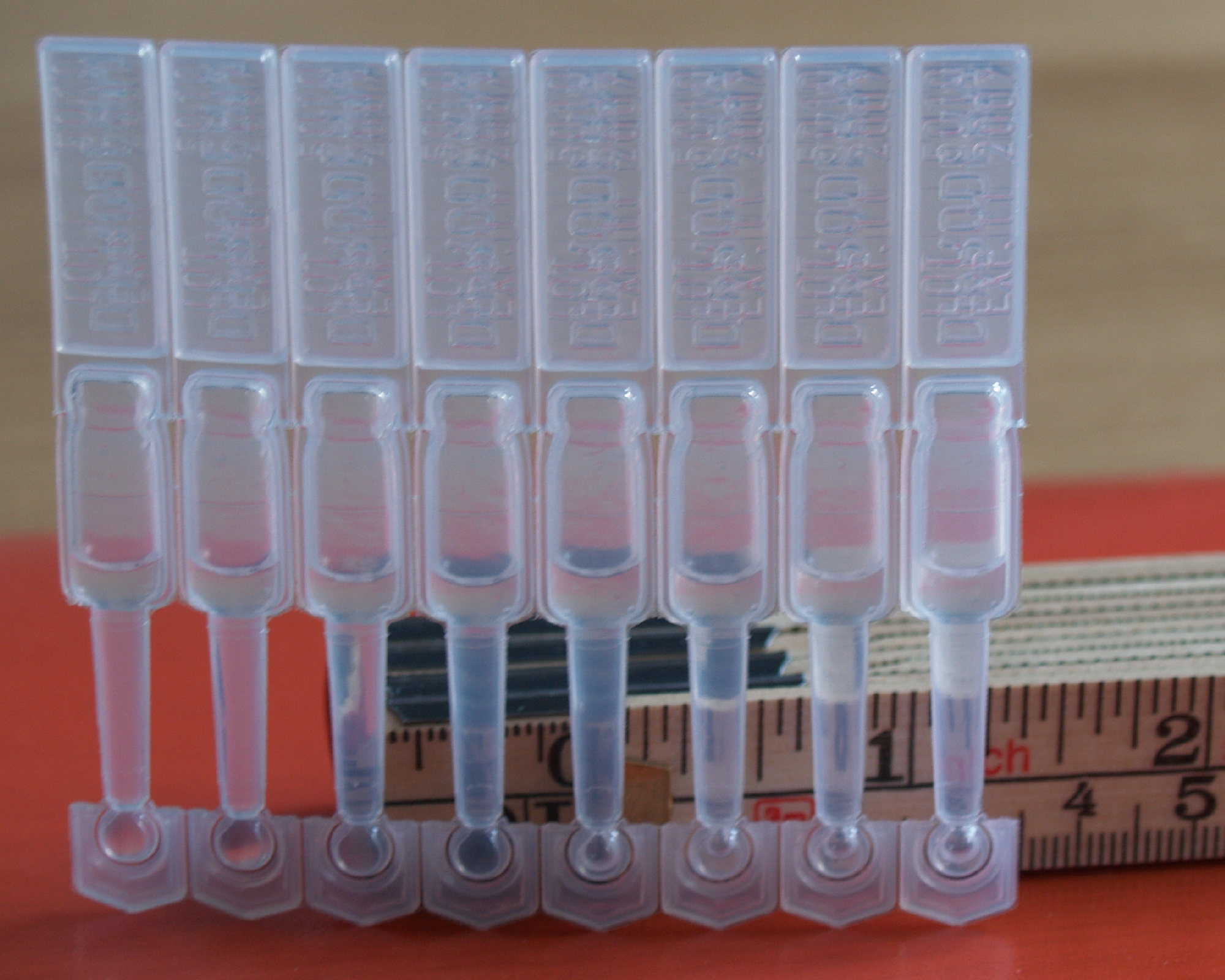
Одноразовые полимерные пипетки (тюбик-капельницы) с отламываемым кончиком с лекарственным средством
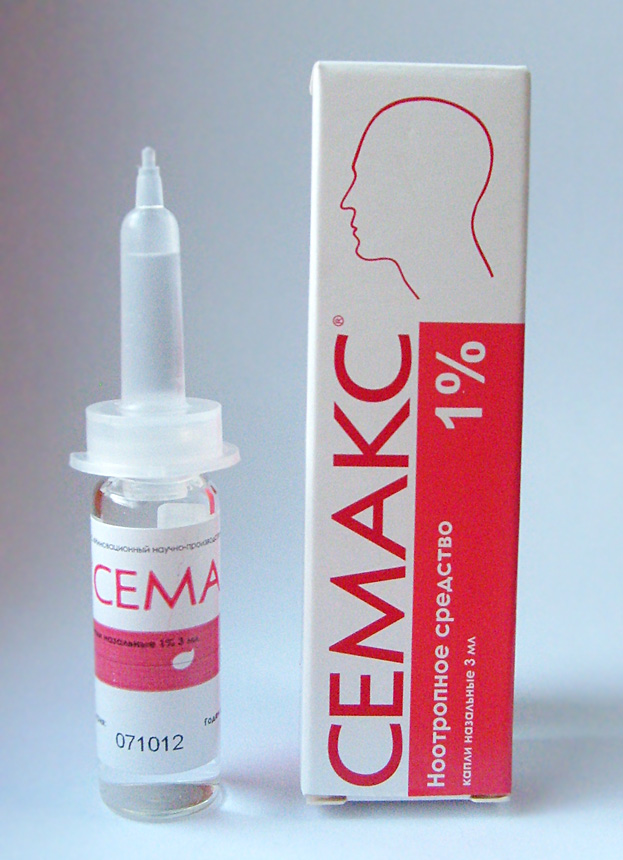
Полиэтиленовая пипетка встроенная в съёмную крышку надеваемую на флакон с лекарственным средством